# Estrella de Levante
Estrella de Levante is een regionale Spaanse bierbrouwerij en gelijknamig biermerk. De brouwerij is opgericht in 1963 en is gevestigd in Espinardo, een deelgemeente van Murcia. De brouwerij maakt deel uit van de groep Damm.
De productie bedraagt meer dan 100 miljoen liter bier per jaar. De afzetmarkt omvat de regio Murcia, het oosten van Andalusië (Almería, Granada) en de provincies Alicante, Albacete en Valencia.

## Bieren
- Estrella de Levante Clásica: het originele lagerbier met 4,8 % alcohol.
- Estrella de Levante Sin: alcoholvrij bier, 0,0%.
- Punta Este: Nieuw bier, geïntroduceerd in 2016. Dit is een donker bier met 5,4% alcohol. Het wordt gebrouwen met geroosterde mout van gerst, en met toevoeging van rijst. Het moet minstens twee weken langzaam rijpen.[1]